# The Loss of a Teardrop Diamond
Pour plus de détails, voir Fiche technique et Distribution.
The Loss of a Teardrop Diamond est un drame américain réalisé par Jodie Markell (en), sorti en 2008.

## Synopsis
À Memphis en 1920, la romance entre une jeune femme de la haute-société et un ouvrier agricole, fils d'un père alcoolique et d'une mère folle.

## Fiche technique
- Titre : The Loss of a Teardrop Diamond
- Réalisation : Jodie Markell (en)
- Scénario : Tennessee Williams
- Production : Brad Michael Gilbert, Robbie Kass et Brad Stokes
- Société de production : Blue Sky Studios
- Budget : 15 millions de dollars américains (11 010 000 €)
- Musique : Mark Orton (en)
- Photographie : Giles Nuttgens (en)
- Montage : Susan E. Morse
- Décors : Richard Hoover et David Stein
- Pays d'origine :  États-Unis
- Langue : anglais
- Format : Couleurs - 2,35:1 - Dolby Digital - 35 mm
- Genre : Drame et romance
- Durée : 102 minutes
- Date de sortie : 2008
- Film interdit aux moins de 12 ans lors de sa sortie aux États-Unis

## Distribution
- Ann-Margret : Cornelia
- Susan Blommaert
- Ross Britz
- Hunter Burke
- Ellen Burstyn : Miss Addie
- Courtney J. Clark
- Jessica Collins
- Trent Dee
- Derrick Denicola
- Chris Evans : Jimmy
- Peter Gerety : Craig Van Hooven
- Zach Grenier
- Bryce Dallas Howard
- Barbara Garrick : Mme Dobyne

## Nomination
- 2008 : Nomination au Golden Spike du Festival international de Valladolid : Jodie Markell (en)[1]